# بيل فيليبس (لاعب كرة قاعدة)
بيل فيليبس (بالإنجليزية: Bill Phillips)‏ هو لاعب كرة قاعدة أمريكي، ولد في 9 نوفمبر 1868 في Allenport, Washington County, Pennsylvania ‏ في الولايات المتحدة، وتوفي في 25 أكتوبر 1941 في شارلوروا ‏ في الولايات المتحدة.